# Liste auf Sri Lanka vorhandener Dampflokomotiven
Dies ist eine Liste erhaltener Dampflokomotiven auf dem Gebiet von Sri Lanka.
Aufgrund der britischen Kolonialgeschichte stammen alle Dampflokomotiven aus britischen Lokomotivfabriken. Für die meisten Bahnen wurde die Spurweite 1676 mm (5½ Fuß oder 5 Fuß 6 Zoll)  gewählt – analog zu den Breitspurbahnen am indischen Subkontinent.

## Breitspurlokomotiven 1676 mm
| Bild | Nummer oder Name                                         | Bauart / Achsfolge | Hersteller          | Fabrik-nr. | Baujahr | Historie | Eigentümer / Betreiber / Strecke | Standort                                          | Bemerkungen                                                 |
| ---- | -------------------------------------------------------- | ------------------ | ------------------- | ---------- | ------- | -------- | -------------------------------- | ------------------------------------------------- | ----------------------------------------------------------- |
|      | Colombo Port 6                                           | B t                | Hunslet Engine Co   | 616        | 1894    |          |                                  | Sri Lanka Port Authority,                         | Älteste Lokomotive in Sri Lanka                             |
|      | Colombo Port 8                                           | B t                | Hunslet Engine Co   | 653        | 1894    |          |                                  | Diyatha Uyana Park                                | Aufgestellt in einem Marktgelände                           |
|      | Colombo Port 9                                           | B t                | Hunslet Engine Co   | 688        | 1894    |          |                                  | Sri Lanka Port Authority Museum                   | Äußerlich restauriert                                       |
|      | Colombo Port 10                                          | B 2t               | Hunslet Engine Co   | 689        | 1899    |          |                                  | Colombo Terminus Station Museum                   | [ 5 ]                                                       |
|      | Colombo Port 11                                          | B 2t               | Hunslet Engine Co   | 690        | 1899    |          |                                  | Shop 26, Dematagoda                               | Kosmetische Restaurierung für das Nationale Eisenbahnmuseum |
|      | Colombo Port 2"                                          | C t                | Hunslet Engine Co   | 1408       | 1920    |          |                                  | Colombo Terminus Station Museum                   | [ 7 ]                                                       |
|      | Colombo Port 3"                                          | B t                | Hunslet Engine Co   | 1852       | 1937    |          |                                  | Colombo, nahe dem Bahnhof als Denkmal aufgestellt | [ 8 ]                                                       |
|      | Colombo Port 13                                          | B 2t               | Bagnall             | 2823       | 1945    |          |                                  | Dematagoda                                        | [ 9 ]                                                       |
|      | Ceylon Government Railways E1 93                         | C'1 n2t            | Dübs                | 3579       | 1898    |          |                                  | Kadugannawa, National Railway Museum              | [ 10 ]                                                      |
|      | Ceylon Government Railways B9 135                        | 2'C                | Hunslet Engine Co   | 972        | 1908    |          |                                  | Colombo Fort Station                              | [ 11 ]                                                      |
|      | Ceylon Government Railways B2b 213                       | 2'C                | Vulcan Foundry      | 3555       | 1922    |          |                                  | Dematagoda                                        | restauriert oder betriebsfähig für den Viceroy special      |
|      | Ceylon Government Railways B8c 237                       | 2'C                | Hunslet Engine Co   | 1552       | 1927    |          |                                  | Former McCallum Road Museum                       | [ 16 ]                                                      |
|      | Ceylon Government Railways B8c 240                       | 2'C                | Hunslet Engine Co   | 1955       | 1927    |          |                                  | Dematagoda                                        | restauriert oder betriebsfähig für den Viceroy special      |
|      | Ceylon Government Railways B1a 251 “Sir Thomas Maitland” | 2'C                | Beyer Peacock       | 6469       | 1928    |          |                                  | Dematagoda                                        | restauriert oder betriebsfähig für den Viceroy special      |
|      | Ceylon Government Railways B1d 340 „Frederick North“     | 2'C                | Robert Stephenson   | 7155       | 1944    |          |                                  | Dematagoda                                        | restauriert oder betriebsfähig für den Viceroy special      |
|      | Ceylon Government Railways C1 346                        | (1'C1')(1'C1')     | Beyer Peacock & Co. | 7163       | 1945    |          |                                  | Dematagoda                                        | abgestellt                                                  |
|      | Ceylon Government Railways C1 347                        | (1'C1')(1'C1')     | Beyer Peacock & Co. | 7164       | 1945    |          |                                  | Dematagoda                                        | In Restaurierung                                            |
|      | Ceylon Government Railways A3a 277                       | 2'D                | Hunslet Engine Co   | 1638       | 1929    |          |                                  | Dematagoda                                        | [ 22 ]                                                      |
|      | Ceylon Government Railways B1e 352                       | 2'C                | Robert Stephenson   | 7400       | 1948    |          |                                  | Dematagoda                                        | jüngste Breitspurdampflok in Sri Lanka                      |

## Schmalspurlokomotiven 457 mm (18 Zoll)
| Bild | Nummer oder Name | Bauart / Achsfolge | Hersteller          | Fabrik-nr. | Baujahr | Historie | Eigentümer / Betreiber / Strecke | Standort            | Bemerkungen |
| ---- | ---------------- | ------------------ | ------------------- | ---------- | ------- | -------- | -------------------------------- | ------------------- | ----------- |
|      | SLR 001          | 2'C                | Ratmalana Workshops |            | 1992    |          |                                  | Ratmalana Workshops | [ 24 ]      |

## Schmalspurlokomotiven 762 mm (30 Zoll)
| Bild | Nummer oder Name                   | Bauart / Achsfolge | Hersteller        | Fabrik-nr. | Baujahr | Historie | Eigentümer / Betreiber / Strecke | Standort                     | Bemerkungen                                                         |
| ---- | ---------------------------------- | ------------------ | ----------------- | ---------- | ------- | -------- | -------------------------------- | ---------------------------- | ------------------------------------------------------------------- |
|      | Ceylon Government Railways K1 106  | B2' t              | Hunslet Engine Co | 727        | 1900    |          |                                  | Dematagoda                   | [ 5 ] [ 25 ]                                                        |
|      | Ceylon Government Railways J2b 160 | 2'C2' t            | Hunslet Engine Co | 1082       | 1912    |          |                                  | Dematagoda                   | Lok trägt falsche Nummer 166                                        |
|      | Ceylon Government Railways J2a 174 | 2'C2' t            | Hunslet Engine Co | 1122       | 1913    |          |                                  | Dematagoda                   | [ 27 ]                                                              |
|      | Ceylon Government Railways J2a 176 | 2'C2' t            | Hunslet Engine Co | 1124       | 1913    |          |                                  | Dematagoda                   | [ 28 ]                                                              |
|      | Ceylon Government Railways J2a 177 | 2'C2' t            | Hunslet Engine Co | 1125       | 1913    |          |                                  | Dematagoda                   | [ 5 ] [ 29 ]                                                        |
|      | Ceylon Government Railways L1 203  | B1' t              | Hunslet Engine Co | 1406       | 1920    |          |                                  | Colombo, Ratmalana Workshops | [ 30 ]                                                              |
|      | Ceylon Government Railways J1 220  | 2'C2' t            | Hunslet Engine Co | 1478       | 1924    |          |                                  | Colombo, Ratmalana Workshops | [ 31 ]                                                              |
|      | Ceylon Government Railways J1 21   | 2'C2' t            | Hunslet Engine Co | 1497       | 1925    |          |                                  | Dematagoda                   | [ 32 ]                                                              |
|      | Ceylon Government Railways J1a 264 | 2'C2' t            | Hunslet Engine Co | 1548       | 1925    |          |                                  | Dematagoda                   | [ 33 ]                                                              |
|      | Ceylon Government Railways J1b 292 | 2'C2' t            | Hunslet Engine Co | 1636       | 1929    |          |                                  | Dematagoda                   | [ 34 ]                                                              |
|      | Ceylon Government Railways V2 331  | A1'                | Sentinel          | 7303       | 1928    |          |                                  | Dematagoda, Shop 26          | Äußerlich restauriert, vorgesehen für das nationale Eisenbahnmuseum |
|      | Ceylon Government Railways V2 332  | A1'                | Sentinel          | 7304       | 1928    |          |                                  | Dematagoda, Shop 26          | [ 35 ] [ 37 ]                                                       |
|      | Ceylon Government Railways V2 333  | A1'                | Sentinel          | 7305       | 1928    |          |                                  | Dematagoda, Shop 26          | [ 35 ]                                                              |